# Gilbert (entreprise)
Pour les articles homonymes, voir Gilbert.
Gilbert est un équipementier sportif, une marque anglaise, produisant des ballons, des vêtements sportifs ainsi que des accessoires pour le rugby à XV et le netball. Son siège social est basé à Robertsbridge, dans le Sussex de l'Est.
Depuis 2002, la marque est la propriété de Grays International.

## Histoire de la marque

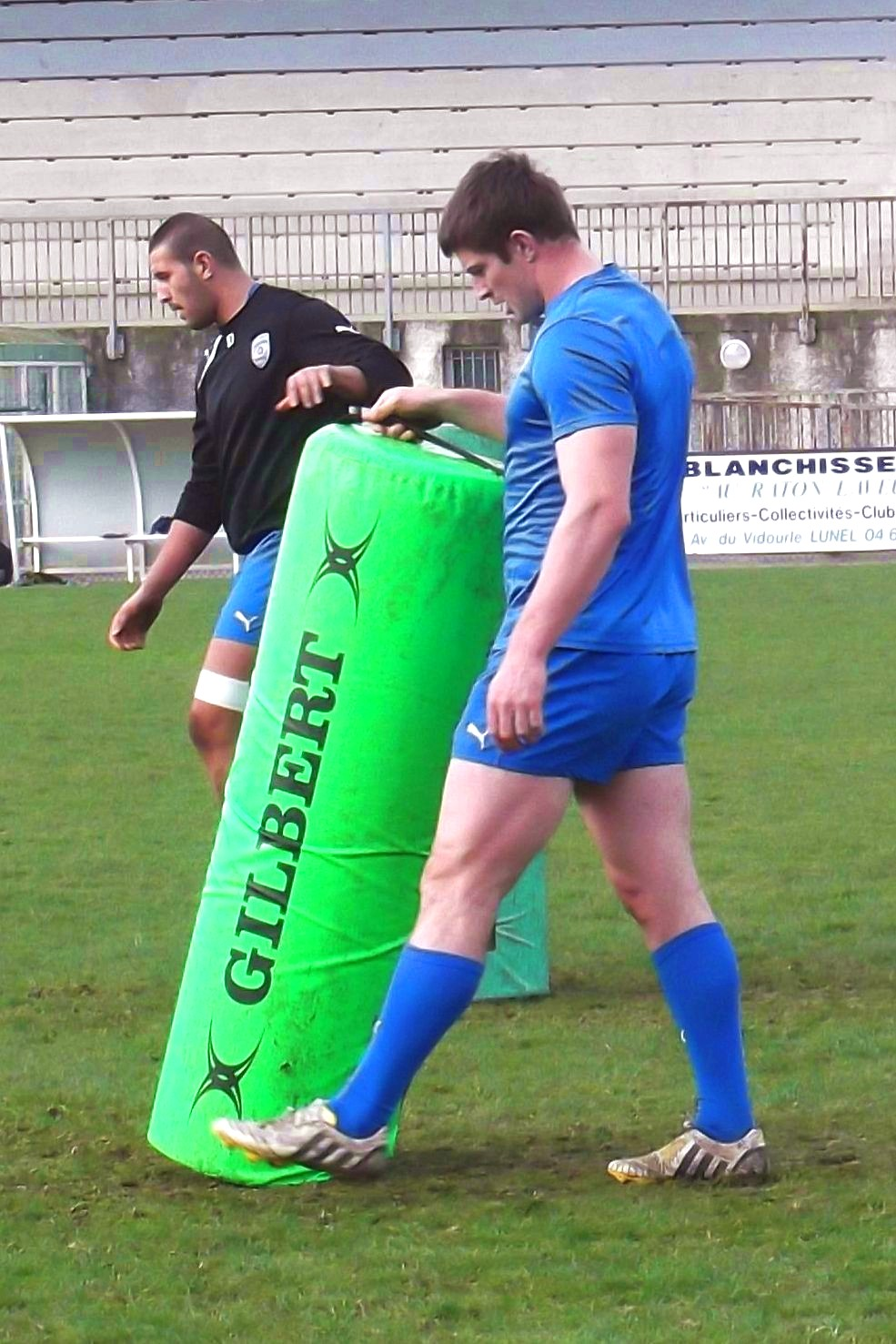
Paul Grant et en second plan, Johan Aliouat, à l’entraînement (MHR) à Lunel, février 2014.

Sur le terrain du principal collège de la ville de Rugby (Angleterre), la légende veut qu'au cours d'une partie de football en 1823, William Webb Ellis, élève de ce collège (la Rugby School) et futur pasteur, porte dans ses bras le ballon derrière la ligne de but adverse alors que la tradition est de le pousser au pied. En réalité, les origines du rugby sont bien plus complexes.
Les collèges britanniques de l'époque pratiquent chacun un jeu de ballon dérivé de la soule. Chaque collège a ses propres règles et le jeu au pied et à la main sont fréquents. Le geste de William Webb Ellis, de garder à la main le ballon, dans une phase de jeu qui ne le permet pas, a fait progressivement évoluer la règle du collège de Rugbyfirst.
Les ballons sont alors fournis aux étudiants par William Gilbert (en) (1799-1877), le cordonnier de Rugby  dont l'échoppe jouxte l’école. Il les confectionne à partir d'une vessie de porc, achetée aux paysans, entourée de quatre panneaux en cuir cousus à la main. 
Les premiers ballons ovales apparaissent en 1835. En 1851, William Gilbert expose à l'Exposition universelle de Londres son « Rugby School Football », un ballon ovale fabriqué à partir d'une vessie de porc. A l'Exposition Universelle de Londres de 1862, les ballons de rugby de la marque Gilbert remportent une médaille d'argent... À partir de 1892, le ballon mis au point par William Gilbert devient la norme réglementaire du rugby.
Le ballon évolue au fil du temps : le cuir est remplacé par des matières synthétiques... Avec l’arrivée sur le marché de nouvelles marques concurrentes, l'entreprise Gilbert connaît des moments difficiles et la famille Gilbert vend la société en 1978. 
La société Gilbert change ensuite trois fois de propriétaire dans les années 80 et 90. Durant cette période, la marque perfectionne ses ballons grâce à l’évolution des technologies de synthèse et elle lance son nouveau ballon appelé Barbarian. Le rugby se professionnalise et la première édition de la Coupe du monde de rugby à XV se déroule en 1987. Gilbert fournit le ballon officiel de la Coupe du monde depuis 1995 et des Jeux Olympiques depuis 2016.
Gilbert se lance également dans la fourniture d'équipements de netball, sport assez populaire en Australasie, où Gilbert est bien implanté commercialement.
À la suite de difficultés financières, un autre équipementier anglais, Grays International, rachète en 2002 la société Gilbert.

## Sponsoring
- Super 14 : Lions
- Currie Cup : Golden Lions
- Welsh Premier Division : Newport RFC
- Sélection nationale : Allemagne , Norvège , Sri Lanka

### Sponsoring ballons

#### Équipes nationales de rugby à XV
- France
- Angleterre
- Irlande
- Pays de Galles
- Écosse
- Italie
- Australie
- Afrique du Sud
- Argentine
- États-Unis
- Namibie
- Canada
- Portugal

#### Compétition
- World Rugby Sevens Series
- Aviva Premiership
- Super Rugby
- Top 14 (finale)
- Coupe d'Europe (Champions Cup)
- Challenge Européen